# Josef Eisenhut

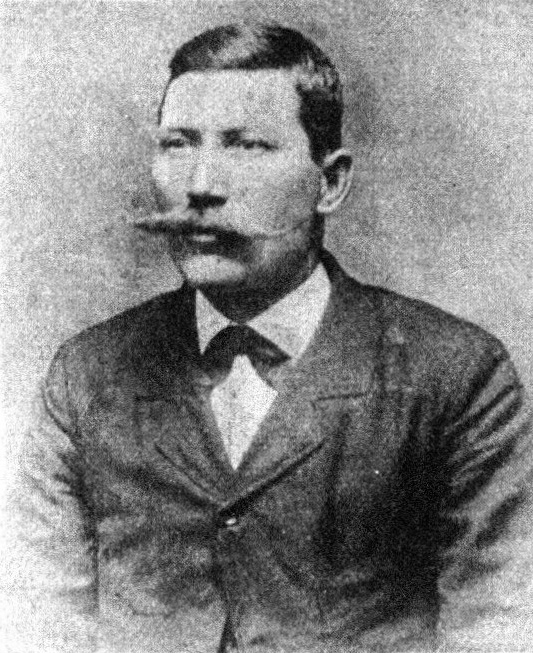
Josef Eisenhut

Josef Eisenhut (* 22. August 1864 in Hagendorf; † 29. Februar 1928 in Mistelbach) war Bürgermeister von Hagendorf, Abgeordneter zum Niederösterreichischen Landtag 1908–1918 sowie 1918–1919, Reichsratsabgeordneter 1907–1918, Obmann-Stellvertreter des Niederösterreichischen Bauernbundes, und Mitglied des Bezirksschulrates Mistelbach.

## Leben
Josef Eisenhut wurde als jüngster Sohn eines Bauern in Hagendorf Nr. 40 geboren. Er besuchte nach der Volksschule 4 Jahre die Kommunal-Unterrealschule. Danach wollte er den Beruf eines Lehrers ergreifen, musste aber wegen Kränklichkeit das Studium aufgeben.
In den Jahren 1884–1887 diente er im K.u.k. Infanterie-Regiment Hoch- und Deutschmeister Nr. 4 als Feldwebel. Da sein Vater zwischenzeitlich verstorben war, musste er die Landwirtschaft weiterführen. 1902 wurde Eisenhut Bürgermeister von Hagendorf und bekleidete das Amt 18 Jahre lang. Weiters war Eisenhut Mitbegründer der Freiwilligen Feuerwehr Hagendorf, Aufsichtsrat der Raiffeisenkasse Fallbach und Obmann der Stierkörungskommission.
Ab 1906 wurde Eisenhut Obmann des Bezirksstraßenausschusses und wirkte als Mitglied des Bezirksschulrates Mistelbach sowie des Bezirksarmenrates Laa.
Höhepunkt seiner Laufbahn war ein Mandat im Bundesfinanzausschuss. Als der spätere Bundeskanzler Ignaz Seipel in Staatz Prälat war, machte Eisenhut erstmals Bekanntschaft mit ihm. Am 14. Mai 1907 wurde Josef Eisenhut von den Bezirken Laa, Haugsdorf und Mistelbach als Kandidat des Bauernbundes für den Reichsrat aufgestellt und am 17. Dezember 1907 in den Reichsrat gewählt. 1908 trat er erstmals als Reichsrat für die Bezirke Feldsberg, Zistersdorf, Haugsdorf, Laa, Poysdorf, Oberhollabrunn, Ravelsbach und Retz öffentlich auf.
Von 1907 bis 1918 war er Obmannstellvertreter des Niederösterreichischen Bauernbundes. Im Gründungsjahr wurden in Hagendorf 72 Mitglieder für den NÖBB geworben. 1909 wurde Eisenhut in den NÖ Landtag gewählt. Im Jahre 1914 wählte man ihn in den Bundesbauernbund-Ausschuss.
Beim „Hoch- und Deutschmeister“-Inf. Reg. Nr. 4 diente er drei Jahre lang im Ersten Weltkrieg. Im Oktober 1918 wurde der Reichsrat aufgelöst. Stattdessen formte sich die Provisorische Nationalversammlung; später die Konstituierende Nationalversammlung und im November 1920 der Nationalrat. Eisenhut war immer als Abgeordneter vertreten.
Aufzeichnungen besagen, dass Eisenhut dem BB im Jahre 1923 1.070.000 Kronen für den Bau eines Bundesgebäudes für die Landwirtschaftskammern in Wien gespendet hat.
Das Lagerhaus Laa wurde 1924 gegründet, Nationalrat Josef Eisenhut war Obmannstellvertreter.

### Begräbnis
Am 29. Februar 1928 starb Nationalrat Josef Eisenhut im 64. Lebensjahr im Krankenhaus Mistelbach. Das Begräbnis fand am 4. März statt. Unter den tausenden Trauergästen waren unter anderem 50 Abgeordnete, der Präsident des Nationalrates Miklas, und im Namen des Bauernbundes hielt Minister Buchinger eine der Trauerreden. Bundeskanzler Dr. Seipel nahm persönlich die Einsegnung vor.

## Kinder
Aus der Ehe zwischen Josef Eisenhut und Juliane (geb. Dietmayer, Hagendorf Nr. 1), entstammen sechs Töchter:
- Barbara, verehelicht mit Alfred Necht, Schmiedemeister in Wien.
- Juliane, verehelicht mit Johann Leisser, Postmeister in Wien.
- Martha, verehelicht mit Mathias Eder, Bauer in Hagendorf Nr. 39.
- Hermine, verehelicht mit Anton Dietmayer, Bauer in Hagendorf Nr. 44.
- Antonia, verehelicht mit Josef Nahofer, Hauptschuldirektor in Laa.
- Maria, verehelicht mit Andreas Böck, Bauer in Hagendorf Nr. 74.